# Heterospilus hemipterus
Heterospilus hemipterus är en stekelart som först beskrevs av Thomson 1892.  Heterospilus hemipterus ingår i släktet Heterospilus och familjen bracksteklar. Arten är reproducerande i Sverige. Inga underarter finns listade i Catalogue of Life.